# Arc d'Arcadius, Honorius et Théodose
Ne doit pas être confondu avec Arc de Gratien, Valentinien et Théodose.
L'arc d'Arcadius, d'Honorius et de Théodose (en latin : Arcus Arcadii, Honorii et Theodosii) est un arc de triomphe romain érigé au début du Ve siècle à Rome.

## Localisation
L'arc se situe probablement à l'extrémité occidentale du pont de Néron (Pons Neronianus),, à proximité immédiate de la Porta Cornelia, à moins que les deux édifices n'en forment qu'un seul. Il enjambe la rue qui traverse le Champ de Mars depuis le pont de Néron. Cet arc est aussi appelé Arcus Aureus Alexandri.

## Histoire
La voûte de marbre est érigée par le Sénat après la victoire de Flavius Stiliccho, consul en 400 et 405 ap. J.-C., à Pollentia en 405 ap. J.-C. en l'honneur des trois empereurs Théodose Ier et ses fils Arcadius et Honorius, pour commémorer leurs victoires sur les Goths,.
Au XVe siècle, il existait encore mais dépouillé de son marbre. Il sert de support au clocher de l'église San Celso qui se situe Via dei Banchi Vecchi. À l'époque du pontificat d'Urbain V, l'arc a disparu,.

## Description
Une mention de l'arc dans l'Itinéraire d'Einsielden précise qu'il est décoré avec des statues des trois empereurs et des trophées.